# Neivamyrmex imbellis
Neivamyrmex imbellis é uma espécie de formiga do gênero Neivamyrmex.